# شورلت کوبالت
شورلت کوبالت (Chevrolet Cobalt) خودرویی است که در سال‌های ۲۰۰۴ تا ۲۰۱۰تولید شده‌است. طول آن در حالت طبیعی ۱۸۰٫۵ اینچ (۴٬۵۸۵ میلیمتر)، عرض آن در حالت طبیعی ۶۷٫۹ اینچ (۱٬۷۲۵ میلیمتر) و ارتفاع آن در حالت طبیعی ۵۷٫۱ اینچ (۱٬۴۵۰ میلیمتر) است. خودروی بسیار معروف و با هندلینگ بسیار مناسب برای جادهای پر پیچ و خم.

## نگارخانه

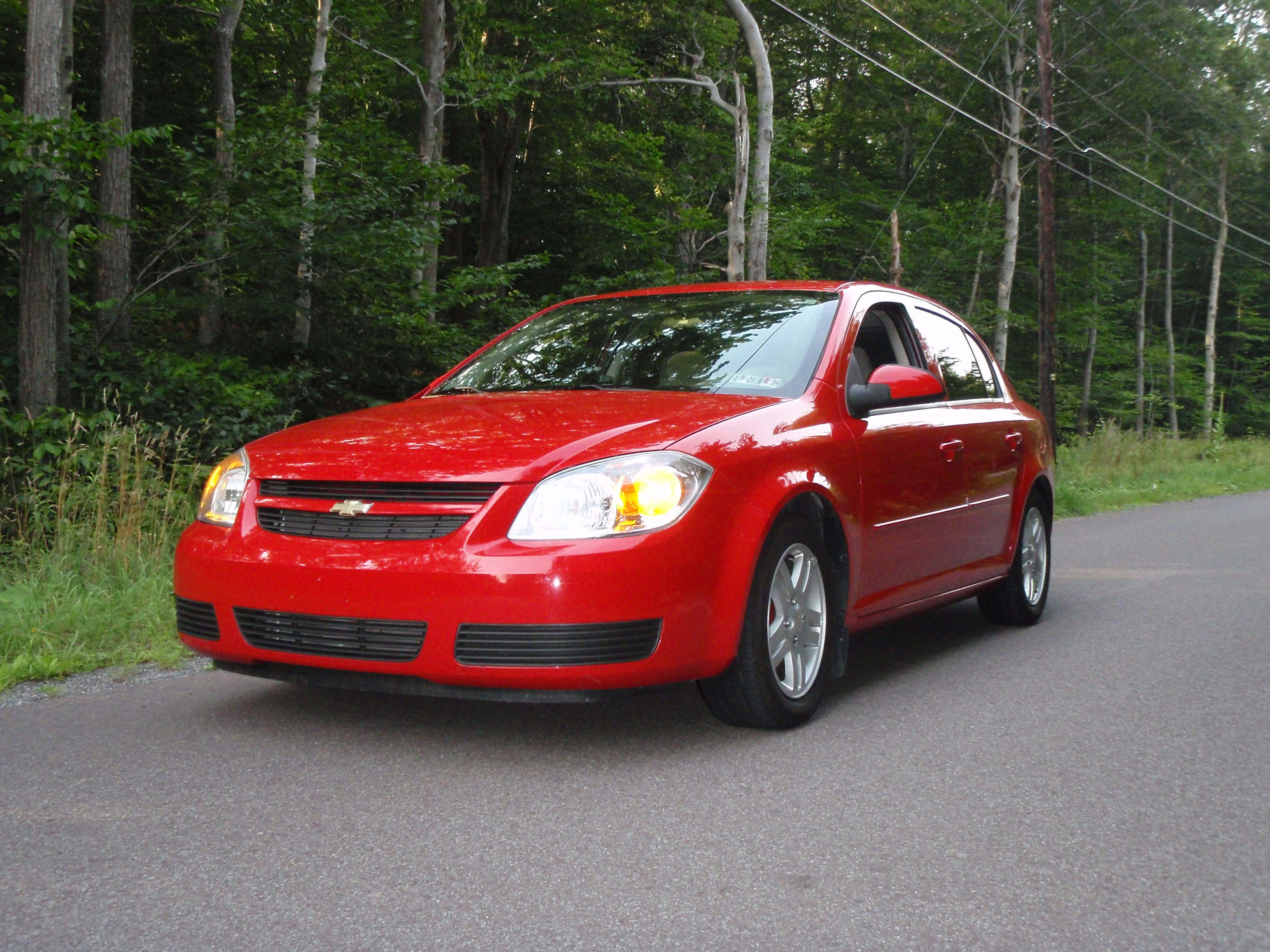
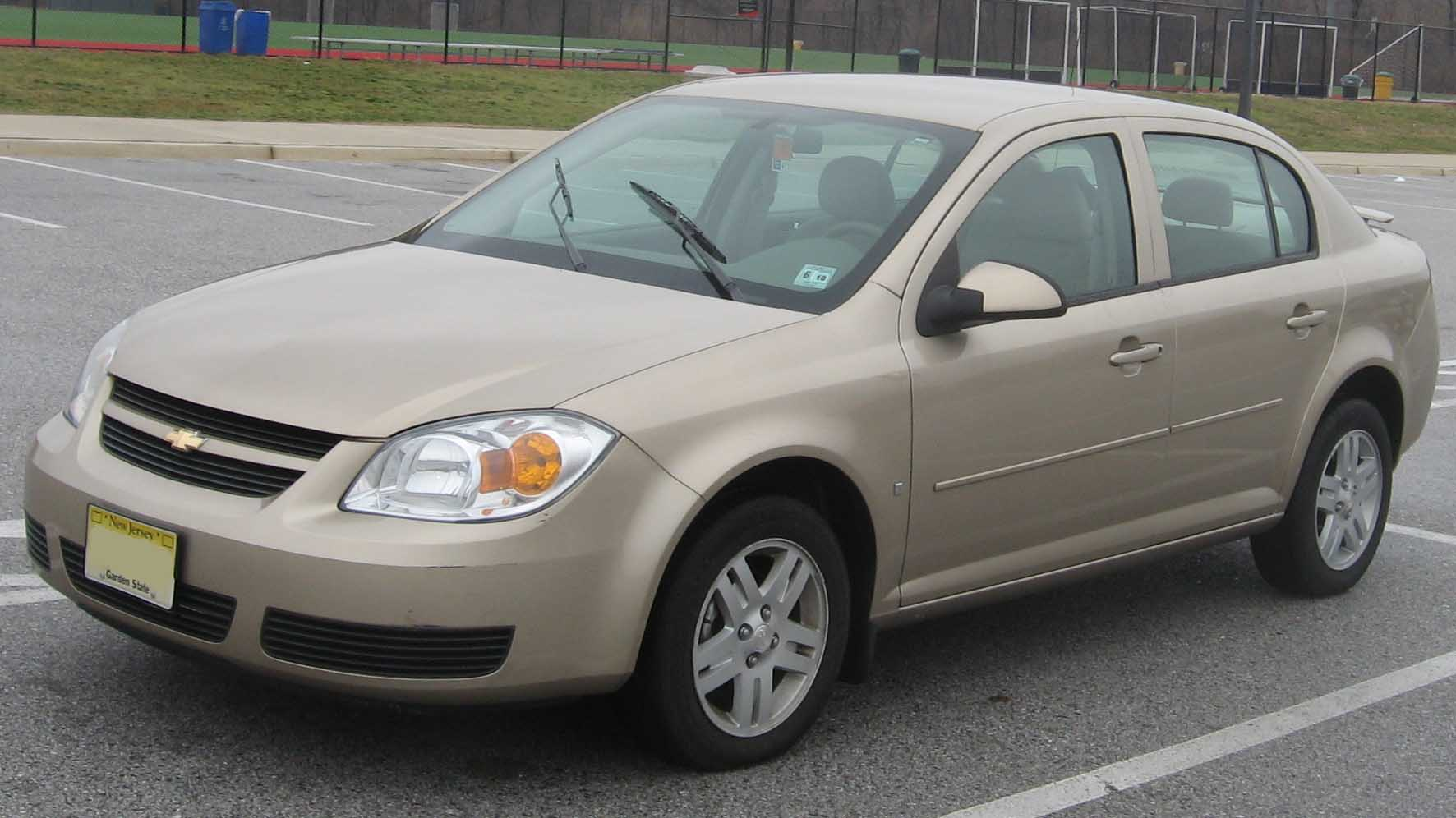
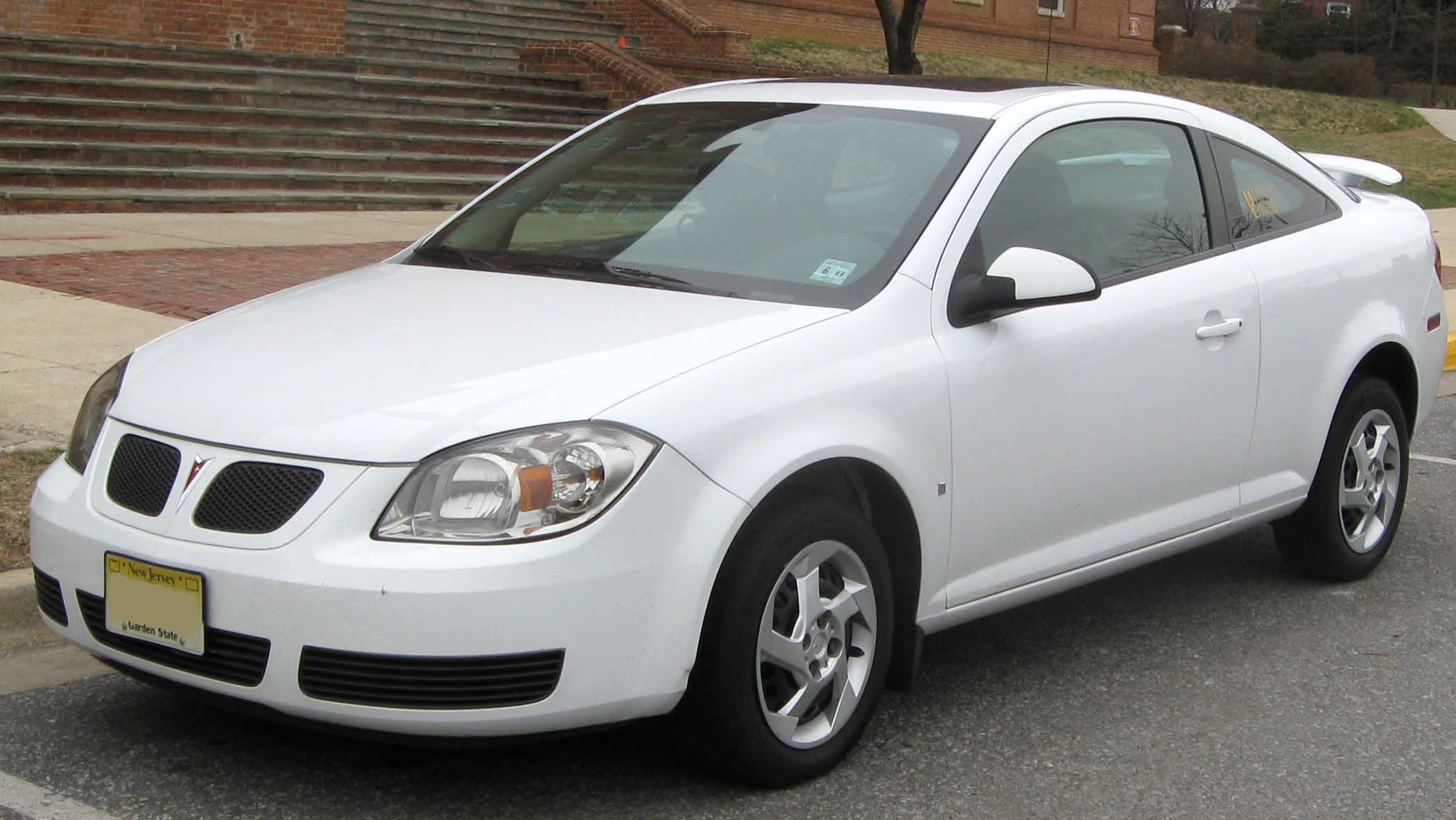
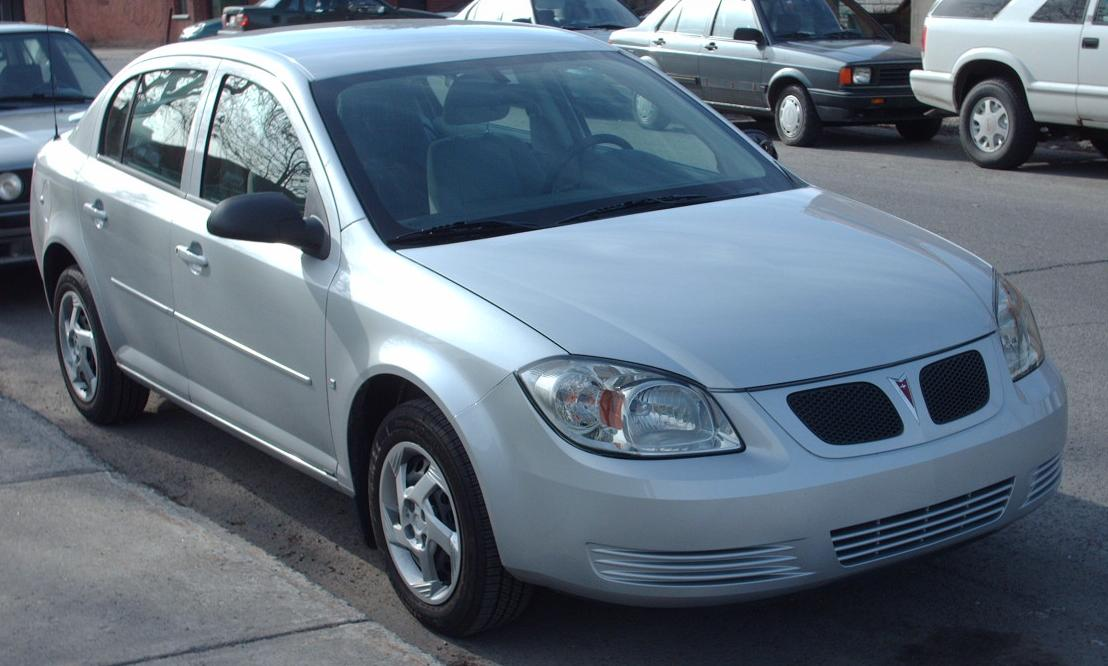
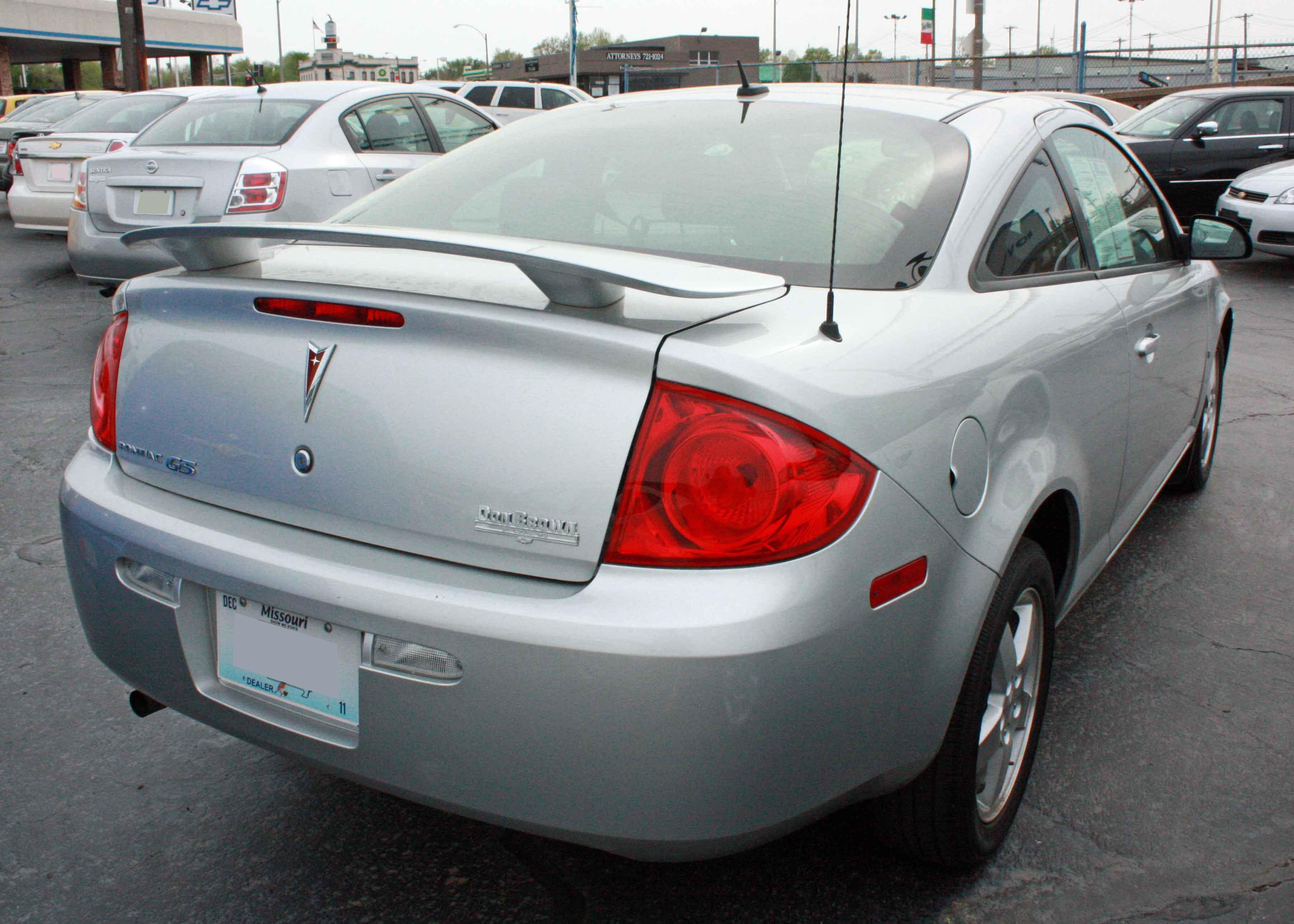